# Le Croisty

Le Croisty este o comună în departamentul Morbihan, Franța. În 1 ianuarie 2022 avea o populație de 742 de locuitori.